# Aspigonus stramineicolor
Aspigonus stramineicolor är en stekelart som beskrevs av Henry Lorenz Viereck 1913. Aspigonus stramineicolor ingår i släktet Aspigonus och familjen bracksteklar. Inga underarter finns listade.